# Quốc lộ 12B
Quốc lộ 12B là tuyến giao thông đường bộ quốc gia nối từ cầu vượt biển Cồn Nổi (Kim Sơn) qua Yên Mô, thành phố Tam Điệp (tỉnh Ninh Bình) theo hướng Tây Bắc qua huyện Nho Quan (Ninh Bình), Yên Thủy, Lạc Sơn, Tân Lạc (Hòa Bình) rồi nối vào quốc lộ 6 đi các tỉnh vùng Tây Bắc là Hòa Bình, Sơn La, Điện Biên. Đây là tuyến đường chính nối các tỉnh miền Tây Bắc với các tỉnh vùng duyên hải Bắc Bộ để thông ra biển theo hành trình ngắn nhất.
Trước năm 2013, Quốc lộ 12B cũ khởi đầu từ Quốc lộ 1 tại Tam Điệp rồi đi xuyên qua rừng quốc gia Cúc Phương đến Tân Lạc. Từ sau Quyết định số: 356/QĐ-TTg ngày 25/02/2013 Về việc phê duyệt điều chỉnh quy hoạch phát triển giao thông vận tải đường bộ Việt Nam đến năm 2020 và định hướng đến năm 2030, 2 tuyến đường tỉnh lộ 480, 481 nối từ cầu vượt biển Cồn Nổi tại xã Kim Đông, Kim Sơn đến Tam Điệp được nâng cấp thành quốc lộ.

## Giao lộ
Theo hướng lộ trình từ Kim Đông (Kim Sơn) - Mường Khến (Tân Lạc), Quốc lộ 12B gặp các quốc lộ sau: 
- Quốc lộ 10 cắt qua tại 2 xã Lai Thành và Yên Lộc huyện Kim Sơn
- Quốc lộ 1 cắt qua tại thành phố Tam Điệp và xã Mai Sơn (Yên Mô)
- Quốc lộ 38B kết thúc tại xã Quỳnh Lưu (Nho Quan)
- Quốc lộ 45 khởi đầu tại ngã ba Rịa, Nho Quan
- Đường Hồ Chí Minh cắt qua tại huyện Yên Thủy.

Tổng chiều dài toàn tuyến 140 km (Trong đó đoạn quốc lộ 12B mới Kim Đông - Tam Điệp dài 35 km; đoạn quốc lộ 12B cũ Tam Điệp - Tân Lạc dài 95 km).

## Lý trình
| Tuyến cũ | Lý trình tuyến cũ khi chưa nâng cấp                        | Lý trình QL12B hiện nay |
| -------- | ---------------------------------------------------------- | ----------------------- |
| TL481    | Cầu vượt biển Cồn Nổi                                      | Km 0                    |
| TL481    | Km - 19,4 - TL481 Đê Bình Minh 3                           | Km 5                    |
| TL481    | Km - 15,9 - TL481 Kim Đông                                 | Km 8+500                |
| TL481    | Km - 8,4 - TL481 Cầu Kim Mỹ                                | Km 16                   |
| TL481    | Km - 12,4 - TL481 Thị trấn Bình Minh                       | Km 12                   |
| TL481    | Km - 6,4 - TL481 Văn Hải                                   | Km 18                   |
| TL481    | Km - 2,9 - TL481 Cầu Định Hóa                              | Km 21+500               |
| TL481    | Km - 0,0 - TL481 Tuy Lộc                                   | Km 24+400               |
| TL480    | Km - 21,7 - TL480 Lai Thành (Quốc lộ 10)                   | Km                      |
| TL480    | Km - 18,0 - TL480 Ngọc Lâm                                 | Km 28+100               |
| TL480    | Km - 14,7 - TL480 Cầu chợ Bút                              | Km 31+400               |
| TL480    | Km - 11,7 - TL480 Thành Nam                                | Km 34+400               |
| TL480    | Km - 7,4 - TL480 Thị trấn Yên Thịnh                        | Km 38+700               |
| TL480    | Km - 5,0 - TL480 Cầu Yên Thổ                               | Km 41+100               |
| TL480    | Km - 4,6 - TL480 Chợ Bến                                   | Km 41+500               |
| TL480    | Km - 0,9 - TL480 Mai Sơn                                   | Km 45+200               |
| TL480    | Km - 0,0 - TL480 Ghềnh (Mai Sơn)                           | Km 46                   |
| QL12B    | Km 0: Quốc lộ 1 - Thành phố Tam Điệp - Ninh Bình           | Km 49+400               |
| QL12B    | Km 6: Song Mát - Thành phố Tam Điệp - Ninh Bình            | Km 55+500               |
| QL12B    | Km 11: Quỳnh Phong - Nho Quan - Ninh Bình                  | Km 60+500               |
| QL12B    | Km 16: Phố Rịa, Quốc lộ 45 - Nho Quan - Ninh Bình          | Km 65+700               |
| QL12B    | Km 21: Trại Mỹ - Nho Quan - Ninh Bình                      | Km 70                   |
| QL12B    | Km 28: Thị trấn Nho Quan - Nho Quan - Ninh Bình            | Km 77+500               |
| QL12B    | Km 34: Phố Dương - Yên Thủy - Hòa Bình                     | Km 83+500               |
| QL12B    | Km 45: Thị trấn Hàng Trạm - Yên Thủy - Hòa Bình            | Km 94                   |
| QL12B    | Km 48: Đường Hồ Chí Minh - Yên Thủy - Hòa Bình             | Km 97                   |
| QL12B    | Km 55: Đường Hồ Chí Minh - Lạc Sơn - Hòa Bình              | Km 104                  |
| QL12B    | Km 60: Xóm Kho - Lạc Sơn - Hòa Bình                        | Km 109                  |
| QL12B    | Km 68: Thị trấn Vụ Bản - Lạc Sơn - Hòa Bình                | Km 117                  |
| QL12B    | Km 76: Xóm Khặng - Lạc Sơn - Hòa Bình                      | Km 125                  |
| QL12B    | Km 81: Xóm Đường - Tân Lạc - Hòa Bình                      | Km 130                  |
| QL12B    | Km 90: Phố Chùa - Tân Lạc - Hòa Bình                       | Km 139                  |
| QL12B    | Km 95: Thị trấn Mường Khến, Quốc lộ 6 - Tân Lạc - Hòa Bình | Km 144                  |